# Били Берк
Били Берк (енгл. Billie Burke) је била америчка глумица, рођена 7. августа 1884. године у Вашингтону, а преминула 14. маја 1970. године у Лос Анђелесу. Најпознатија је по улози Глинде у филму Чаробњак из Оза.